# إستر هاسي
إستر هاسي (بالألمانية: Esther Haase)‏ هي مصورة مورضة ومصورة ألمانية، ولدت في 20 فبراير 1966 في Bremen ‏ في ألمانيا.

## وصلات خارجية
- الموقع الرسمي
- إستر هاسي على موقع ميوزك برينز (الإنجليزية)
- إستر هاسي على موقع ديسكوغز (الإنجليزية)